# Джетиген
Джетиген (кирг. Жетиген) — село в Токтогульском районе Джалал-Абадской области Кыргызстана. Входит в состав Уч-Терекского айылного аймака.

## География
Село расположено в восточной части области, на левом берегу реки Тар-Тулук, на расстоянии приблизительно 40 километров (по прямой) к юго-востоку от города Токтогула, административного центра района. Абсолютная высота — 1889 метров над уровнем моря.

## Население
Согласно оценочным данным Национального статистического комитета Кыргызской Республики, численность населения села на начало 2023 года составляла 2756 человек.
| год     | 2009 | 2014 | 2015 | 2020 | 2021 | 2023 |
| ------- | ---- | ---- | ---- | ---- | ---- | ---- |
| человек | 2826 | 2802 | 2821 | 3032 | 2747 | 2756 |